# Ciechanowiecki (herb szlachecki)
Ciechanowiecki – polski herb szlachecki, odmiana herbu Mogiła.

## Opis herbu
W polu czarnym, na mogile srebrnej, zaćwieczony krzyż kawalerski złoty. Klejnot: pięć strusich piór.

## Herbowni
Ciechanowiecki